# الأسد والساحرة وخزانة الملابس
الأسد والساحرة وخزانة الملابس هي رواية خيالية للأطفال من تأليف سي. إس. لويس، نشرها جيفري بلس عام 1950. وهي أول ما نُشر والأكثر شهرة بين روايات سجلات نارنيا (1950–1956) السبع. وهي أيضًا الأكثر انتشارًا في المكتبات من بين جميع كتب المؤلف. رغم أنها في الأصل كانت الأولى من سجلات نارنيا، إلا أنها المجلد الثاني في الطبعات الحديثة التي تُرتَب بحسب التسلسل الزمني للقصص. مثل السجلات الأخرى، رسمت الرسوم التوضيحية لها بولين باينز، التي استُبقيت أعمالها في العديد من الإصدارات اللاحقة.
تقع معظم أحداث الرواية في نارنيا، أرض الحيوانات الناطقة والمخلوقات الأسطورية التي تحكمها الساحرة البيضاء الشريرة. في القصة الإطارية، يُنقل أربعة أطفال إنجليز إلى منزل ريفي قديم كبير بعد إخلاء في وقت الحرب. تزور لوسي، الصغرى بين الأطفال، نارنيا ثلاث مرات عبر سحر خزانة ملابس في غرفة احتياطية. ثم يذهب إخوتها الثلاثة معها في زيارتها الثالثة إلى نارنيا. في نارنيا، يبدو الأشقاء مناسبين لتحقيق نبوءة قديمة ويجدون أنفسهم يغامرون لإنقاذ نارنيا وحياتهم. يضحي الأسد أصلان بحياته لإنقاذ أحد الأطفال؛ يعود في وقت لاحق من الموت، ويهزم الساحرة البيضاء، ويتوج الأطفال ملوكًا وملكاتٍ لنارنيا.
كتب لويس الكتاب لابنته بالمعمودية، لوسي بارفيلد (وأهداه لها)، وكانت ابنة أوين بارفيلد، صديق لويس، ومعلمه، ومستشاره، ووصيه. في عام 2003، احتلت الأسد والساحرة وخزانة الملابس المرتبة التاسعة في استطلاع ذا بيج ريد الذي أجرته بي بي سي. أدرجت مجلة التايم الرواية في قائمة أفضل 100 كتاب لليافعين في كل العصور.

## ملخص الحبكة
أُجلِي بيتر، وسوزان، وإدموند، ولوسي بيفينسي من لندن خلال القصف، وأُرسلوا للعيش في الريف الإنجليزي مع أستاذ جامعي مسنّ (يُعرف في كتاب لاحق باسم ديجوري كيرك). في أثناء استكشاف منزل البروفيسور، تدخل لوسي خزانة ملابس تقودها إلى منطقة غابات ثلجية مع عمود إنارة مُضاء ينمو من الأرض. تقابل لوسي طومنس، وهو فون (إله الغابة) الذي يصادقها ويخبرها بأنها في أرض نارنيا. يعتزم طومنس إرسال لوسي إلى الساحرة البيضاء، الحاكمة التي تُبقي نارنيا متجمدة في فصل شتاء دائم والتي أمرت بإرسال أي إنسان موجود في نارنيا إليها. غير أنه يندم (طومنس) ويرافق لوسي عائدين إلى عمود الإنارة؛ من هناك، تعود إلى عالمها عن طريق الدخول مرة أخرى إلى خزانة الملابس وتكتشف أن بضع ثوانٍ فقط مرت هناك في أثناء غيابها. لا يصدق أيٌ من إخوتها قصتها عن نارنيا؛ عند التحقق من الخزانة، يظهر الجزء الخلفي صلدًا لا يؤدي إلى أي مكان.
تدخل لوسي خزانة الملابس مرة أخرى، وتقودها مرة أخرى إلى نارنيا. هذه المرة، يتبع إدموند لوسي ويدخل أيضًا نارنيا. عند وصوله إلى هناك، يواجه إدموند الساحرة البيضاء. عندما تعلم الساحرة أن إدموند إنسان ولديه إخوة، تغريه بالحلوى التركية حلوة المذاق، وتعد بمكافأته بالمزيد من الحلوى التركية إذا أحضر أخاه وأخواته إلى منزلها. عند عودته إلى عالمه، ينقلب إدموند على لوسي وينفي أنه زار نارنيا. يوبخه بيتر وسوزان ويذهبان لرؤية البروفيسور، الذي يخبرهما أن لوسي ربما لم تكن تكذب فهو يعلم يقينًا أنها ليست مجنونة.

## اقرأ أيضاً
- ابن أخت الساحر